# I. Ranavalona madagaszkári királynő
I. Ranavalona (Ambatomanoina, Madagaszkár, 1782 körül – Antananarivo, 1861. augusztus 16.), malgasul: Rabodonandrianampoinimerina Ranavalona (Ranavalomanjaka) I, születési neve: Ramavo, ragadványneve: modern Messalina, női Caligula, őrült királynő. Imerina hercegnő, házassága révén Madagaszkár királynéja, majd I. Ranavalona (Ranavalomandzsaka) néven Madagaszkár királynője (1828–1861). I. Radama madagaszkári király főfelesége, és II. Radama madagaszkári király anyja. Az Imerina-dinasztia tagja. Dzsombe Szudi és Szalima Masamba mohéli királynők rokona.

## Élete
Andriantszalamandzsaka herceg és Rabodonandriantompo hercegnő legidősebb lánya, Andriambelomasina észak-imerinai király dédunokája, Ramavo néven látta meg a napvilágot. Andrianampoinimerina imerinai király (1740–1810) örökbe fogadta unokahúgát, és összeházasította a fiával, Radama (1788–1828) herceggel, aki az apja halála (1810) után Imerina uralkodója lett, befejezte a sziget egyesítését, és Madagaszkár első, a külföld által elismert királya lett. 
Ranavalona a másod-unokatestvére főfelesége lett, aki az 1810-es trónra lépése után meggyilkoltatta főfelesége szüleit. Házasságuk gyermektelen maradt, ezért féltékenyen nézte férje negyedik feleségének, Rasalimo királynénak – aki Ranavalona után a második rangra emelkedett – a termékenységét. A rangban második királyné egy fiút és egy lányt szült I. Radamának, ez fenyegetően hatott Ranavalona jövője szempontjából, bár a kisfiút apai nagyanyja, Rambolamaszoandro imerinai királyné (–1828), Andrianampoinimerina imerinai király felesége négy hónapos korában meggyilkoltatta, de a lányát, Raketaka (1824–1828) hercegnőt apja trónörökössé nevezte ki, és eljegyezte unokatestvérével, Rakotobe (1808–1828) herceggel. 
A sors így semmiképp sem tartogatott fényes jövőt a gyermektelen Ranavalona királyné számára, de férje váratlanul, 40 éves korában meghalt. Ranavalona ekkor kihasználva a váratlan helyzetet, puccsszerűen királlyá kiáltatta ki magát a hadsereg segítségével, és meggyilkoltatta férje közeli hozzátartozóit, így annak lányát, Raketaka hercegnőt, és mostohalányának jegyesét, Rakotobe herceget a szüleivel együtt, valamint anyósát is, hogy az ellenzéket szétzúzza, és ne léphessen fel senki ellene trónkövetelőként. 
A következő év elején a királynő váratlanul teherbe esett, de az apáról csak találgatni lehet, hogy melyik szeretője is volt valójában. Egyesek szerint Andriamihadzsa (–1830) tábornok, akit két évvel később kivégeztetett, mikor megcsalta egy másik nővel, mások szerint Rainidzsohari (1783–1881), aki a királynő miniszterelnöke lett 1852-ben, és aki részt vett az állítólagos fia elleni összeesküvésben 1863-ban. Az előrehaladottan állapotos királynőt 1829. augusztus 12-én Antananarivóban megkoronázták, és a következő hónapban, 1829. szeptember 23-án megszülte fiát, a későbbi II. Radama madagaszkári királyt, aki hivatalosan I. Radama fiaként volt elkönyvelve, annak ellenére, hogy az állítólagos apja már 14 hónappal korábban meghalt.
I. Ranavalona királynő a trónra lépése után visszavonta férje összes haladónak minősülő intézkedéseit, a keresztény vallást betiltotta, az országot bezárta a Nyugat előtt, és az európai befolyást visszaszorította, így meg tudta őrizni országa függetlenségét. 
Európai szerzők a modern Messalina, női Caligula, őrült királynő jelzőkkel illetik, de az afrikaiak és különösen a madagaszkáriak tisztelik azért, hogy országában ideig-óráig fel tudta tartóztatni a gyarmatosító törekvéseket. Pedig Ranavalona országa népességének egyharmadával végzett, s olyan borzalmas kivégzési módokat talált ki, mint a szikláról való levetés, lassan ható méreg beadása, vagy az élve megfőzés. Sokan máig őt tartják a történelem leggonoszabb asszonyának. 
Nemzetközi tekintélyét jelzi, hogy Omán és Zanzibár szultánja Szaid bin Szultán (1797–1856) is megkérte a királynő kezét, de Ranavalona kikosarazta. Halála után a fia, II. Radama örökölte a trónt.

## Utódai
- 1. férjétől, I. Radama (1788–1828) madagaszkári királytól (1788–1828), nem születtek gyermekei
- 2. férjétől, Andriamihadzsa (–1830) vezérőrnagytól, rangon aluli (morganatikus) házasság, 1 fiú:
  - Rakoto-Radama (1829–1863), 1861-től II. Radama néven Madagaszkár királya (hivatalosan I. Radama fiaként tartották számon), 1. felesége (főfeleség) Rasoherina (1814–1868), férje halála után I. Rasoherina néven Madagaszkár királynője, nem születtek gyermekei, 2. felesége (másodfeleség) Ramoma (1829–1883), 1868-tól II. Ranavalona néven Madagaszkár királynője, nem születtek gyermekei, 3 természetes gyermek:
    - (házasságon kívüli kapcsolatából Mary/Marie Rasoamieja[7] úrnőtől): Jons (János) Radama (1854–1863), trónöröklési joga nincs
    - (házasságon kívüli kapcsolatából Mary/Marie Rasoamieja úrnőtől): N. (fiú) (1862–fiatalon)
    - (házasságon kívüli kapcsolatából Rasoaray[8] úrnőtől): Rahamina úrnő, férje Radzsoelina (–1928), Rainilaiarvony madagaszkári miniszterelnöknek (I. Rasoherina, II. Ranavalona és III. Ranavalona madagaszkári királynők férjének) és 1. feleségének, Rasoanalina úrnőnek a fia, 3 gyermek:
      - Rajoelison úr
      - Raharimina úrnő, férje Randriamanantana
      - Rasafitsoa úrnő, férje Rakotobe, Rainilaiarvony madagaszkári miniszterelnök anyai unokája, 7 gyermek
- 3. férjétől, Ravoninahitriniarivo (Rainihiaro) (–1852) tábornagytól, Madagaszkár miniszterelnökétől, rangon aluli (morganatikus) házasság, nem születtek gyermekei
- 4. férjétől, Rainidzsohari (1783–1881) tábornagytól, Madagaszkár miniszterelnökétől, rangon aluli (morganatikus) házasság, nem születtek gyermekei[9]